# 구노쓰보촌
구노쓰보촌(九之坪村)은 아이치현 니시카스가이군에 설치되었던 촌이다. 현재의 기타나고야시에 해당한다.